# Alhama de Almería (kommunhuvudort)
Alhama de Almería är en kommunhuvudort i Spanien.   Den ligger i provinsen Provincia de Almería och regionen Andalusien, i den södra delen av landet, 400 km söder om huvudstaden Madrid. Alhama de Almería ligger 516 meter över havet och antalet invånare är 3 374.
Terrängen runt Alhama de Almería är huvudsakligen kuperad, men västerut är den bergig. Runt Alhama de Almería är det ganska tätbefolkat, med 83 invånare per kvadratkilometer. Närmaste större samhälle är Almería, 16,3 km sydost om Alhama de Almería. Omgivningarna runt Alhama de Almería är i huvudsak ett öppet busklandskap.